# Альберти, Хорхе
Хорхе Э́ктор Альберти (исп. Jorge Héctor Alberti; 18 мая 1912, Буэнос-Айрес — 31 декабря 1985), по другим данным Хорхе Уго Альберти (исп. Jorge Hugo Alberti) — аргентинский футболист, центральный защитник. Рекордсмен клуба «Уракан» по числу проведённых матчей.

## Карьера
Хорхе Альберти родился в семье итальянца и аргентинки в районе Парке-Патрисьос. У него было семь братьев и четыре сестры, при этом Хорхе являлся самым младшим среди всех 12 детей. Детство Альберти прошло в районе Вилья Сольдати, где он начал играть в футбол. В «Уракан» Хорхе попал благодаря брату Агустину: тот с 1912 года уже выступал за основной состав команды, из-за чего его младший брат часто посещал базу клуба. Однажды для тренировки четвёртой команды «Уракана» не хватало футболистов, и тогда тренерский штаб пригласил присутствовавшего на ней Хорхе поучаствовать. Альберти всем понравился и его пригласили стать частью клуба. В основе «Уракана» Хорхе дебютировал 7 декабря 1930 года во встрече с «Архентинос дель Суд» (4:0), а со следующего сезона стал регулярно выходить на поле. Параллельно Альберти выступал за второй состав «Уракана» и даже выиграл с ним в 1932 году Кубок Конкуренции. С 1933 года Хорхе стал твёрдым игроком основы клуба.
22 июля 1934 года Хорхе забил первый мяч за «Уракан», поразив ворота «Химнасии» (2:3). В 1936 году Альберти выиграл в составе команды бронзовые медали чемпионата, а в 1939 и 1942 годах повторил это достижение. В 1942 и 1943 году он выиграл Кубок Адриана Эскобара, в 1944 году завоевал Кубок Конкуренции Британии. Большую часть времени в «Уракане» Альберти выступал в центре обороны с Хенаро Мастранджело или Карлосом Маринельи. Сам футболист называл Мастранджело своим лучшим партнёром по обороне и очень сокрушался, что тот в расцвете сил получил тяжёлую травму, из-за которой был вынужден завершить карьеру. 14 сентября 1947 года Альберти провёл последний матч за клуб против «Сан-Лоренсо» (3:3). Всего за клуб он провёл 393 матча и забил 18 голов, по другим данным 424 матча. Он до сих пор является рекордсменом по числу матчей за «Уракан». Завершил карьеру Альберти в клубе «Лос-Андес», за который сыграл в трёх матчах во втором дивизионе в 1948 году.

## Статистика

### Клубная
| Сезон | Клуб      | Лига    | Чемпионат | Чемпионат | Прочие | Прочие |
| Сезон | Клуб      | Лига    | Игры      | Голы      | Игры   | Голы   |
| ----- | --------- | ------- | --------- | --------- | ------ | ------ |
| 1930  | Уракан    | Примера | 0         | 0         | 1      | 0      |
| 1931  | Уракан    | Примера | 7         | 0         | 0      | 0      |
| 1932  | Уракан    | Примера | 9         | 0         | 2      | 0      |
| 1933  | Уракан    | Примера | 17        | 0         | 7      | 0      |
| 1934  | Уракан    | Примера | 35        | 1         | 0      | 0      |
| 1935  | Уракан    | Примера | 13        | 1         | 0      | 0      |
| 1936  | Уракан    | Примера | 21        | 1         | 0      | 0      |
| 1937  | Уракан    | Примера | 30        | 1         | 0      | 0      |
| 1938  | Уракан    | Примера | 31        | 0         | 0      | 0      |
| 1939  | Уракан    | Примера | 35        | 0         | 0      | 0      |
| 1940  | Уракан    | Примера | 33        | 1         | 0      | 0      |
| 1941  | Уракан    | Примера | 22        | 0         | 0      | 0      |
| 1942  | Уракан    | Примера | 18        | 2         | 3      | 1      |
| 1943  | Уракан    | Примера | 30        | 3         | 6      | 1      |
| 1944  | Уракан    | Примера | 26        | 3         | 4      | 0      |
| 1945  | Уракан    | Примера | 28        | 4         | 0      | 0      |
| 1946  | Уракан    | Примера | 20        | 0         | 2      | 0      |
| 1947  | Уракан    | Примера | 19        | 1         | 0      | 0      |
| 1948  | Лос-Андес | Сегунда | 3         | 0         | 0      | 0      |

### Международная
| Матчи Хорхе Альберти за сборную Аргентины | Матчи Хорхе Альберти за сборную Аргентины | Матчи Хорхе Альберти за сборную Аргентины | Матчи Хорхе Альберти за сборную Аргентины | Матчи Хорхе Альберти за сборную Аргентины | Матчи Хорхе Альберти за сборную Аргентины | Матчи Хорхе Альберти за сборную Аргентины |
| ----------------------------------------- | ----------------------------------------- | ----------------------------------------- | ----------------------------------------- | ----------------------------------------- | ----------------------------------------- | ----------------------------------------- |
| №                                         | Дата                                      | Место проведения                          | Оппонент                                  | Счёт                                      | Голы                                      | Турнир                                    |
| 1                                         | 25 февраля 1940                           | Асунсьон                                  | Парагвай                                  | 4:0                                       | —                                         | Кубок Шевалье Бутеля                      |
| 2                                         | 2 марта 1940                              | Буэнос-Айрес                              | Чили                                      | 4:1                                       | —                                         | Кубок президента Чили                     |
| 3                                         | 18 июля 1940                              | Монтевидео                                | Уругвай                                   | 0:3                                       | —                                         | Кубок Эктора Гомеса                       |
| 4                                         | 15 августа 1940                           | Буэнос-Айрес                              | Уругвай                                   | 5:0                                       | —                                         | Кубок Хуана Миньябуру                     |
| 5                                         | 5 января 1941                             | Сантьяго                                  | Чили                                      | 2:1                                       | —                                         | Кубок президента Аргентины                |
| 6                                         | 9 января 1941                             | Сантьяго                                  | Чили                                      | 5:2                                       | —                                         | Кубок президента Аргентины                |
| 7                                         | 19 января 1941                            | Лима                                      | Перу                                      | 1:1                                       | —                                         | Кубок Роке Саэнса Пеньи                   |
| 8                                         | 26 января 1941                            | Лима                                      | Перу                                      | 1:1                                       | —                                         | Кубок Роке Саэнса Пеньи                   |
| 9                                         | 29 января 1941                            | Лима                                      | Перу                                      | 3:0                                       | —                                         | Кубок Роке Саэнса Пеньи                   |
| 10                                        | 12 февраля 1941                           | Сантьяго                                  | Перу                                      | 2:1                                       | —                                         | Чемпионат Южной Америки                   |
| 11                                        | 16 февраля 1941                           | Сантьяго                                  | Эквадор                                   | 6:1                                       | —                                         | Чемпионат Южной Америки                   |
| 12                                        | 23 февраля 1941                           | Сантьяго                                  | Уругвай                                   | 1:0                                       | —                                         | Чемпионат Южной Америки                   |
| 13                                        | 4 марта 1941                              | Сантьяго                                  | Чили                                      | 1:0                                       | —                                         | Чемпионат Южной Америки                   |
| 14                                        | 11 января 1942                            | Монтевидео                                | Парагвай                                  | 4:3                                       | —                                         | Чемпионат Южной Америки                   |
| 15                                        | 17 января 1942                            | Монтевидео                                | Бразилия                                  | 2:1                                       | —                                         | Чемпионат Южной Америки                   |
| 16                                        | 25 января 1942                            | Монтевидео                                | Перу                                      | 3:1                                       | —                                         | Чемпионат Южной Америки                   |
| 17                                        | 31 января 1942                            | Монтевидео                                | Чили                                      | 0:0                                       | —                                         | Чемпионат Южной Америки                   |
| 18                                        | 25 мая 1942                               | Буэнос-Айрес                              | Уругвай                                   | 4:1                                       | 1                                         | Кубок Ньютона                             |
| 19                                        | 28 марта 1943                             | Буэнос-Айрес                              | Уругвай                                   | 3:3                                       | —                                         | Кубок Эктора Гомеса                       |
| 20                                        | 9 июля 1945                               | Асунсьон                                  | Парагвай                                  | 3:1                                       | —                                         | Кубок Шевалье Бутеля                      |
| 21                                        | 18 июля 1945                              | Монтевидео                                | Уругвай                                   | 2:2                                       | —                                         | Кубок Липтона                             |
| 22                                        | 15 августа 1945                           | Буэнос-Айрес                              | Уругвай                                   | 6:2                                       | —                                         | Кубок Ньютона                             |
| 9                                         | 23 декабря 1945                           | Рио-де-Жанейро                            | Бразилия                                  | 1:3                                       | —                                         | Кубок Рока                                |

## Достижения
- Обладатель Кубка Шевалье Бутеля: 1940, 1945 (2)
- Обладатель Кубка президента Чили: 1940
- Обладатель Кубка Хуана Миньябуру: 1940
- Обладатель Кубка президента Аргентины: 1941
- Обладатель Кубка Роке Саэнса Пеньи: 1941
- Чемпион Южной Америки: 1941
- Обладатель Кубка Ньютона: 1942, 1945
- Обладатель Кубка Адриана Эскобара: 1942, 1943
- Обладатель Кубка Эктора Гомеса: 1943
- Обладатель Кубка Конкуренции Британии: 1944
- Обладатель Кубка Липтона: 1945